# العلاقات الكويتية التشيلية
العلاقات الكويتية التشيلية هي العلاقات الثنائية التي تجمع بين الكويت وتشيلي.

## مقارنة بين البلدين
هذه مقارنة عامة ومرجعية للدولتين:
| وجه المقارنة                                              | الكويت        | تشيلي                         |
| --------------------------------------------------------- | ------------- | ----------------------------- |
| المساحة (كم2)                                             | 17.82 ألف     | 756.10 ألف                    |
| عدد السكان (نسمة)                                         | 4.14 مليون    | 17.37 مليون                   |
| الكثافة السكانية (ن./كم²)                                 | 232.32        | 22.97                         |
| العاصمة                                                   | مدينة الكويت  | سانتياغو                      |
| اللغة الرسمية                                             | اللغة العربية | اللغة الإسبانية               |
| العملة                                                    | دينار كويتي   | بيزو تشيلي، وحدة حساب تشيلية ‏ |
| الناتج المحلي الإجمالي (بليون دولار)                      | 120.13 مليار  | 277.08 مليار                  |
| الناتج المحلي الإجمالي (تعادل القوة الشرائية) بليون دولار | 290.53 مليار  | 419.39 مليار                  |
| الناتج المحلي الإجمالي الاسمي للفرد دولار أمريكي          | 29.30 ألف     | 13.42 ألف                     |
| الناتج المحلي الإجمالي للفرد دولار أمريكي                 | 73.25 ألف     | 22.07 ألف                     |
| مؤشر التنمية البشرية                                      | 0.816         | 0.832                         |
| رمز المكالمات الدولي                                      | +965          | +56                           |
| رمز الإنترنت                                              | .kw           | .cl                           |
| المنطقة الزمنية                                           | ت ع م+03:00   | 00، 00، 00، 00                |

## منظمات دولية مشتركة
يشترك البلدان في عضوية مجموعة من المنظمات الدولية، منها:
| علم المنظمة | اسم المنظمة                               | تاريخ انضمام الكويت | تاريخ انضمام تشيلي |
| ----------- | ----------------------------------------- | ------------------- | ------------------ |
|             | المنظمة الهيدروغرافية الدولية             | ?                   | ?                  |
|             | الاتحاد البريدي العالمي                   | ?                   | ?                  |
|             | يونسكو                                    | 18 نوفمبر 1960      | 7 يوليو 1953       |
|             | البنك الدولي للإنشاء والتعمير             | 13 سبتمبر 1962      | 31 ديسمبر 1945     |
|             | منظمة التجارة العالمية                    | ?                   | ?                  |
|             | وكالة ضمان الاستثمار متعدد الأطراف        | 12 أبريل 1988       | 12 أبريل 1988      |
|             | الاتحاد الدولي للاتصالات                  | 14 أغسطس 1959       | 1908               |
|             | منظمة الشرطة الجنائية الدولية             | ?                   | ?                  |
|             | مؤسسة التمويل الدولية                     | 13 سبتمبر 1962      | 15 أبريل 1957      |
|             | الأمم المتحدة                             | 14 مايو 1963        | 24 أكتوبر 1945     |
|             | مؤسسة التنمية الدولية                     | 13 سبتمبر 1962      | 30 ديسمبر 1960     |
|             | منظمة حظر الأسلحة الكيميائية              | ?                   | ?                  |
|             | المركز الدولي لتسوية المنازعات الاستشارية | 4 مارس 1979         | 24 أكتوبر 1991     |

## وصلات خارجية
- موقع وزارة الخارجية الكويتية
- موقع وزارة الخارجية التشيلية